# Josef Smolka
Josef Smolka   (Troubky, 22 de març de 1939 - 1 de juny de 2020) fou un jugador de voleibol txec que va competir sota bandera txecoslovaca durant les dècades de 1950 i 1960.
El 1968 va prendre part en els Jocs Olímpics de Ciutat de Mèxic, on guanyà la medalla de bronze en la competició de voleibol. En el seu palmarès també destaquen una medalla d'or al Campionat del Món de voleibol de 1966, una medalla de bronze a la Copa del Món de voleibol de 1965 i una medalla de plata al Campionat d'Europa de voleibol de 1967. A nivell de clubs, amb el Dukly Kolín, guanyà la lliga txecoslovaca de 1960, 1961 i 1963. Un cop retirat, i fins a 1994, va exercir d'entrenador en diversos equips txecs, amb els quals guanyà cinc lligues nacionals.